# Stoepert (helling)
Stoepert is een heuvel genoemd naar de gelijknamige wijk Stoepert in Valkenburg in het Heuvelland in het zuiden van de Nederlandse provincie Limburg. 

## Wielrennen
De helling is opgenomen in de Amstel Gold Raceroute. 